# Nancy (voornaam)
Nancy is een Engelse meisjesnaam.
De oorsprong van de naam is onzeker. Waarschijnlijk een vleivorm van Ann of Anna.

## Bekende naamdraagsters
- Nancy Álvarez, Argentijnse triatlete
- Nancy Dee, Vlaamse popzangeres
- Nancy Reagan, weduwe van Ronald Reagan
- Nancy Sinatra, Amerikaanse popzangeres
- Nancy Spungen, vriendin van Sid Vicious
- Nancy Ajram, Libanese zangeres

## Fictieve naamdraagsters
- Nancy uit Debby & Nancy's happy hour